# Rispetto (singolo Zucchero Fornaciari)
Rispetto è un singolo del cantautore italiano Zucchero Fornaciari, pubblicato il 3 maggio 1986 come secondo estratto dall'album omonimo.
È considerato uno dei primi brani di genere funk della musica italiana.

## Descrizione
Il testo del brano è stato ispirato a Zucchero da una lite che il cantautore ebbe con il paroliere Mogol, che avrebbe dovuto occuparsi dei testi dell'album. Dopo innumerevoli discussioni che i due artisti ebbero, alla fine Mogol abbandonò il progetto. Fu il primo progetto che Zucchero realizzò interamente da solo, sollevando qualche perplessità da parte della casa discografica.
Il brano partecipò al Festivalbar di quell'anno, benché non fu inserita nella relativa compilation. In compenso Rispetto è entrata a far parte della tracklist delle tre raccolte di successi di Zucchero: The Best of Zucchero Sugar Fornaciari's Greatest Hits del 1997, All the Best del 2007 e Wanted (The Best Collection) del 2017.

## Tracce
Maxi Single Polydor 885 064-1
1. Rispetto (Versione Mix) – 5:02
2. Rispetto (Versione Remix) – 7:53